# Rítus
A rítus (latinul ritus, "ceremónia, vallásos szertartás") egy bizonyos csoport által meghatározott, betanított, alkalomhoz kötött cselekvési forma. Lehet vallási, politikai vagy egyéb kulturális háttere.

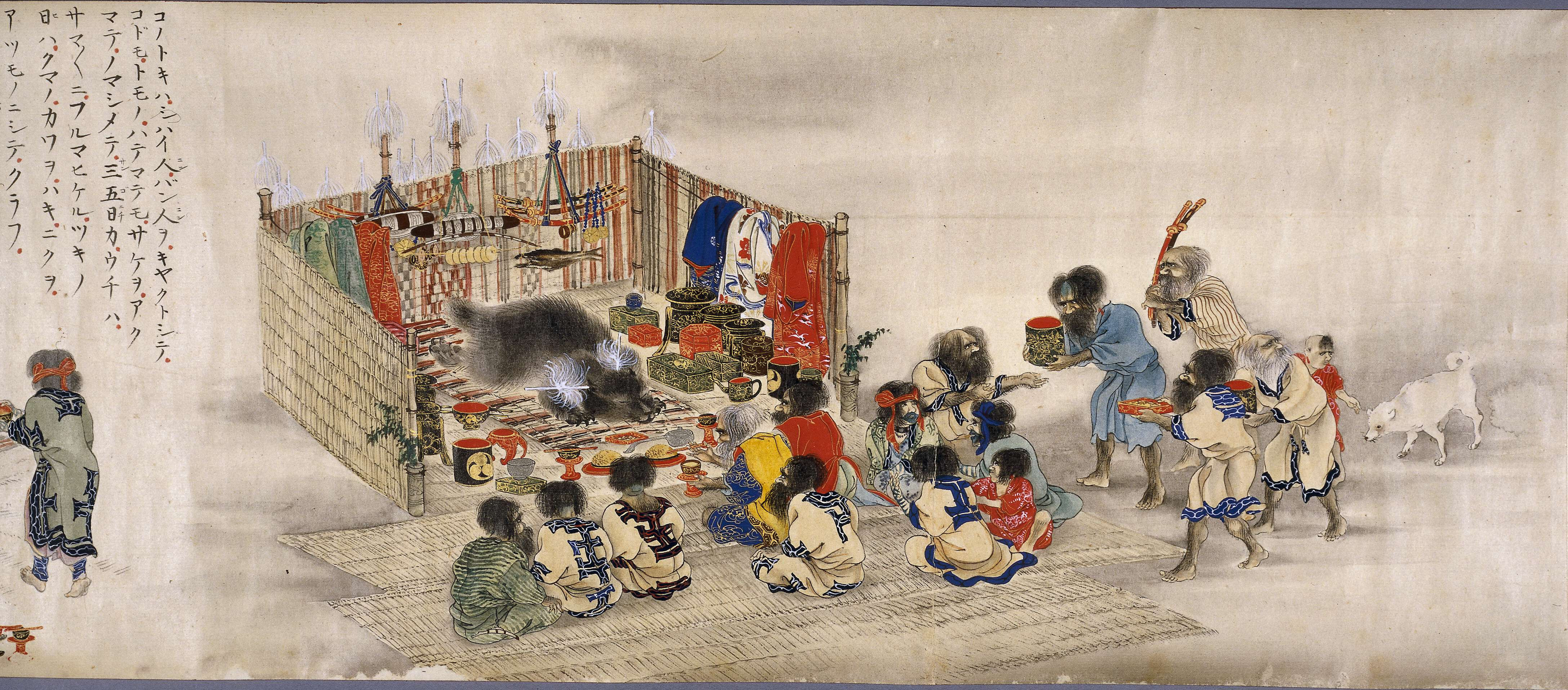
Ajnu medveáldozási ceremónia

## A rítusok jellege
Kyriakidis (2007) meghatározásánál fontos szempontot ad meg: szerinte a rítus kívülálló szemszögéből nézve irracionálisnak, illogikusnak tűnő cselekvéssor, viszont ilyen megközelítésben számos nem rituális művészeti megnyilvánulás is (pl. modern tánc, pantomim stb.) tűnhet rítusnak. A rítusnak azonban nem lehet célja a szórakoztatás. Ami persze nem jelenti azt, hogy a rituáléhoz nem kapcsolódhat zene, tánc, ének. Épp ellenkezőleg! Ezek a rítus fontos elemei lehetnek. Valószínű, hogy a művészetek kialakulásában a rítusoknak döntő szerepe volt. Például az első barlangrajzok feltehetően rituális célból készültek; az európai világi zene kialakulásában is fontos tényező volt az egyházi zene; az első fennmaradt irodalmi alkotások is vallásos szövegek.
A rituálén való részvétel feltétele a komolyság, áhítatosság, nem illik nevetni, de azért létezik rituális nevetés is.
Az antropológia ismer ezen túl még rituális sírást, rituális étkezést, -alkohol fogyasztást, -kábítószer fogyasztást, -vadászatot, -halászatot, -főzést, -szántást, -favágást, -faültetést, -harcot, -kivégzést, -szeretkezést, -fürdést stb..
A néprajzi irodalomba az "átmeneti rítus" szakkifejezést Arnold van Gennep vezette be. Amit főleg az emberélet nagy fordulópontjaira (születés, házasság, halál) szoktak alkalmazni.
Ide tartoznak még a beavatási szertartások, melyeket minden kultúrában fellelhetünk.
A rítusok népcsoportokként és vallásokként különbözhetnek viszont léteznek hatalmas területeket lefedő közös rítusok is. Ilyenek bizonyos áldozati rítusok (pl. számos népnél szokás, hogy az italból kicsit a földre öntenek mielőtt innának belőle). 
Alapvetően a rítust valláshoz, egyházhoz szokták kötni. Ezért megkülönböztetnek bizánci-, kopt-, örmény-, római- stb. rítusú egyházakat.

## A kereszténységben
A kereszténységben sokfelé megfigyelhető szertartásokat főként olyan jelek alkotják, amelyek valami szellemi valóságra utalnak. A katolikus és ortodox liturgia lényeges rítusai azok a szavak, mozzanatok és viselkedési formái, amelyek a szentségi formához tartoznak, továbbá a hit megvallása. Bizonyos rítusokat csak felszentelt személyek végezhetnek.

### Fajtái
- Latin rítusok
  - Római (tridenti, anglikán, kongói)
  - Gallikán (wd)

- Keleti rítusok
  - Antiókhiai (maronita stb.)
  - Káld (szír-malabár stb.)
  - Bizánci (ortodoxok és keleti katolikusok)
  - Alexandriai (pl. kopt)

## A rítus és atársadalom
Arnol van Gennep kutatásai alapján tudjuk, hogy az átmeneti rítusok megkönnyítik az egyén életében beálló kríziseket, melyeket a változás idéz elő, a hirtelen átmenetet lassítják és kész közösségi formákat, szerepeket bocsátanak az egyén rendelkezésére. Ugyanakkor egybentartja, együttműködésre készteti a közösség tagjait.

## A rítus és a politika
Léteznek politikai rendszerek melyek gazdag rítusrendszert alakítottak ki és tartanak fenn. Szigorúan meghatározott szertartások szabályozzák a királyi, császári udvarok belső életét. A rendszerek változásával azonban megváltoznak és átértelmeződnek a rítusok is. Látványos változtatásokat vezettek be a volt szocialista országokban. De ugyanúgy kiépítették a saját rítusrendszerüket a náci Németországban. Nyilvánvaló, hogy egy ateista vezetés nem tűri a vallásos megnyilvánulásokat ezért azokat próbálja átformálni, vagy betiltani. A rítusnak van egy erős közösségformáló, összetartó ereje ezért nem lehetett teljes mértékben soha semmilyen társadalomban sem megszüntetni.

## A rítus napjainkban
A hagyományos rítusoknak egyre kevesebb szerep jut a mindennapi életünkben. A nagyobb szertartások egyre inkább turisztikai látványosságokká vedlenek (csíksomlyói búcsú, mohácsi busójárás stb.). Résztvevőik egyre kevésbé élik bele magukat. Helyükbe újabb keletű "városi rítusok" törnek előre (szekták, városi sámánizmus, munkahelyi rítusok stb.) melyek társadalmi igényt elégítenek ki, viszont általában csak egy zárt körben működnek.